# L'Éthique protestante et l'Esprit du capitalisme
 (mai 2012).
Si vous disposez d'ouvrages ou d'articles de référence ou si vous connaissez des sites web de qualité traitant du thème abordé ici, merci de compléter l'article en donnant les références utiles à sa vérifiabilité et en les liant à la section « Notes et références ».
L'Éthique protestante et l'Esprit du capitalisme, de Max Weber, est une des œuvres fondatrices de la sociologie moderne. Elle a paru en deux parties en 1904 et en 1905 dans la revue que codirigeaient Max Weber, Werner Sombart et Edgar Jaffé, les Archiv für Sozialwissenschaft und Sozialpolitik.
Initialement, Weber avait prévu d’écrire un deuxième volume, idée qu’il abandonna, entre autres à la suite des travaux publiés par Ernst Troeltsch en 1912 (Les Doctrines sociales de l'Église et des groupes chrétiens) et son propre travail sur les sectes. Max Weber en donnera une seconde édition révisée, marquée par un nombre important d'ajouts en 1920, en la publiant en tête de ses Gesammelte Aufsätze zur Religionssoziologie. L’œuvre ne fut traduite en français qu’en 1964.

## Plan
Dans cet ouvrage, Weber explique le développement du capitalisme à partir du milieu du XVIIIe siècle, par le développement de l'ethos protestant, et plus particulièrement puritain. D’après Weber, la Réforme protestante est à l’origine de l’éthique du travail du capitalisme.
Pour Max Weber le capitalisme est la recherche systématique d'un profit maximal, non pas par un placement de capital comme il est souvent compris de nos jours, mais par l'exercice d'une profession.
Weber a une démarche empirique partant d’un constat statistique :
- Les protestants travaillent mieux et gagnent plus que les catholiques dans les régions avec une population mixte ;
- Certaines familles, villes et régions étaient déjà riches avant la réforme protestante. Elles se tournèrent plus tôt vers les Églises réformées.

L’essai est divisé en deux parties.
I. - Le problème
1. Confession et stratification sociale.
2. L' « esprit » du capitalisme.
3. La notion de Beruf, à la fois métier et vocation, chez Luther. Objectifs de la recherche.

II - L'idée de Beruf dans le protestantisme ascétique (Die Berufsidee des asketischen Protestantismus)
1. Les fondements religieux de l'ascétisme séculier. (Die religiösen Grundlagen der innerweltlichen Askese)
2. Ascétisme et esprit capitaliste. (Askese und Kapitalismus)

L’avant-propos ne se trouve que dans la deuxième édition de 1920.

### La problématique (1repartie)
À partir du constat de l’inégalité sociale entre protestants et catholiques en Allemagne, Weber émet des hypothèses qui expliqueraient ces différences.
La première hypothèse : les catholiques seraient plus détachés du monde (weltfremd) que les protestants. Il constate cependant que cela est faux : « il est certainement remarquable de constater que nombre de représentants des plus intériorisées de la piété chrétienne […] sont issus de milieux commerçants ». Ce sont précisément ceux qui, de par leur religion sont le plus détachés du monde qui mettent le plus d’ardeur à poursuivre le but de l’enrichissement terrestre comme c’est le cas des quakers et les mennonites. Ensuite, Weber démontre pourquoi la foi est la source de leurs actes et non pas un détail aléatoire.
Néanmoins, Weber ne nie pas que le capitalisme a pu exister avant ou indépendamment du protestantisme : « Max Weber est parfaitement conscient du fait que le capitalisme a préexisté au protestantisme. Il a mené de nombreuses recherches sur le capitalisme antique, d'abord dans sa thèse d'habilitation de 1891 sur Die römische Agrargeschichte in ihrer Bedeutung für das Staats– und Privatrecht, ensuite dans deux études ultérieures, l'une de 1896 sur Die sozialen Gründe des Untergangs der Antiken Kultur, l'autre de 1897 sur Agrarverhältnisse im Altertum. Tous ces écrits sont antérieurs à L'éthique protestante et lui ont permis de saisir le phénomène capitaliste dans son ensemble, avant d'évoquer le nouveau visage qu'il a pris durant le XVIIe siècle ».
Weber souligne que cette éthique est « entièrement dépouillée de tout caractère hédoniste, son but étant de gagner de l'argent, toujours plus d'argent en se gardant des jouissances strictement de la vie ».
« Le gain est devenu la fin que l'homme se propose, il ne lui est plus subordonné comme moyen de satisfaire ses besoins matériels. »
Weber cite un long texte de Benjamin Franklin, entrepreneur américain protestant et explique que « l'esprit du capitalisme existait dans le pays qui l'a vu naître, le Massachusetts, avant que ne se développe l'ordre capitaliste ». De plus, « il est certain que le capitalisme s'était moins bien implanté dans les colonies voisines [devenues les états du sud de l'Union] qui avaient [pourtant] été fondées par de grands capitalistes [catholiques] dans le dessein de faire des affaires », poursuit Weber.
Au XIXe siècle, l’esprit des industriels change. Ainsi le choix des tisserands ne se fait plus de façon aléatoire mais suivant des critères rigoureux. Un contact direct et régulier avec les acheteurs est créé et la production est adaptée à leurs demandes. Une nouvelle rigueur est exigée dans le monde du travail. D’après Max Weber, les acteurs de ces changements subissent de grandes pressions de la majorité tenant à l’ancien modèle. Ils ne peuvent résister à cette hostilité ambiante et exiger les rigueurs uniquement grâce à un fondement éthique.
« Cette révolution ne dépend pas d'un afflux d'argent frais — je connais des cas où il a suffi de quelques milliers de marks empruntés à des parents — mais d'un esprit nouveau, l'esprit du capitalisme », souligne Weber, en observant qu'à chacun des trois siècles (XVIe, XVIIe et XVIIIe siècles), « les industries naissantes furent pour la plupart l'œuvre de parvenus », alors qu'il y « eut partout et de tout temps », c'est-à-dire avant l'avènement de l'esprit du capitalisme, « de grands banquiers et de grands marchands ».
Max Weber définit ainsi le capitalisme :

« Nous appellerons action économique « capitaliste » celle qui repose sur l'espoir d'un profit par l'exploitation des possibilités d'échange, c'est-à-dire sur des chances (formellement) pacifiques de profit. »

— (tiré de son ouvrage L'Éthique protestante et l'esprit du capitalisme).
Cette définition, toute formelle, est extrêmement proche de celle de Marx, qui fait de la recherche du profit le fondement de l'accumulation capitaliste. Une grande différence existe, toutefois : pour Weber, la recherche du profit à travers le calcul de la rentabilité d'un investissement, par laquelle il définit l'action capitaliste, se trouve dans un très grand nombre de sociétés : non seulement dans les sociétés que l'on qualifie habituellement de capitalistes (et dont on date l'émergence à la fin du Moyen Âge en Europe occidentale), mais aussi dans l'Antiquité et dans d'autres civilisations. Pour Weber, l'action économique de type capitaliste n'est pas le propre du monde moderne : le capitalisme se retrouve à d'autres époques et dans plusieurs cultures.
Ce qui fait la spécificité des sociétés modernes selon Weber est l'émergence d'un type particulier d'activité capitaliste: le capitalisme moderne (industriel). Le propre du capitalisme moderne tient au fait qu'il accumule les profits en exploitant le travail de salariés libres (ils ont signé un contrat) au sein d'entreprises où ce travail est organisé rationnellement. Le capitalisme moderne s'éloigne d'autres formes de capitalisme dit traditionnels, comme la quête de butin par exemple. Le capitalisme moderne est donc fondé sur le travail de salariés dirigés, de façon rationnelle, par des entrepreneurs, au sein d'entreprises qui sont organisées bureaucratiquement. C'est par l'utilisation de ce travail que les entrepreneurs cherchent à dégager un profit, et ainsi à accumuler du capital. Cette forme d'organisation économique est, pour Weber, la forme spécifique de la production économique de l'époque qu'il étudiait.
Il explique comment se comporte le capitaliste moderne pour qui le gain de richesses est devenu une fin en soi, ce qui est un mode de vie tout à fait irrationnel (« […] leur affaire, avec son activité sans trêve, est tout simplement devenue indispensable à leur existence […] considérée du point de vue du bonheur personnel : elle exprime combien irrationnelle est cette conduite où l’homme existe en fonction de son entreprise et non l’inverse »). Sa vie comporte souvent des traits d’ascèse.
L’origine de l’esprit capitaliste ne se trouve pas dans des idées de réforme de la culture et de la société mais exclusivement dans un souci de salut des âmes. « Leurs buts éthiques, les manifestations pratiques de leurs doctrines étaient tous ancrés là ; et n’étaient que les conséquences de motifs purement religieux ».
Dans ses études des organisations capitalistes de production, Max Weber estime que l'organisation bureaucratique (par la mise en place de la domination légitime, de la promotion du personnel par l'ancienneté ou les concours et la rationalité), comparée aux autres formes de production (et notamment à l'entreprise familiale), constitue l'idéal.
Il existe pour Weber plusieurs conditions à l'émergence de ce capitalisme moderne, conditions qui en Occident sont arrivées à un niveau jamais atteint ailleurs : la séparation de l'entreprise et du ménage, l'organisation rationnelle de l'entreprise (la bureaucratie), la comptabilité rationnelle et le travail libre.
En employant une approche sociologique, Weber tente de démontrer qu'une conduite de vie religieuse spécifique (le protestantisme) a rendu possible l'émergence du capitalisme moderne. Il utilisera entre autres exemple, des maximes utilisées par Benjamin Franklin.
Alors que Marx considère que le capitalisme moderne résulte avant tout de l'évolution des infrastructures (ou "modes de production"), Weber estime qu'il découle d'une profonde mutation dans la mentalité bourgeoise :

« Le problème central, même d'un point de vue économique, n'est pas pour nous le développement de l'activité capitaliste en tant que telle (…) mais bien plutôt le développement du capitalisme d'entreprise, avec son organisation rationnelle du travail libre. Pour nous exprimer en termes d'histoire des civilisations, notre problème sera celui de la naissance de la classe bourgeoise occidentale. (…) Car la bourgeoisie en tant qu'état a existé avant le développement de la forme spécifiquement moderne du capitalisme. Cela il est vrai en occident seulement. »

— (tiré de son ouvrage L'Éthique protestante et l'esprit du capitalisme).

### L'éthique de la besogne dans le protestantisme (2epartie)
Dans la deuxième partie de l’œuvre, Weber démontre la validité de son hypothèse que « l’esprit » du capitalisme est issu de motifs religieux. À partir des œuvres d’auteurs puritains du XVIIe siècle tels que Richard Baxter, Weber montre que c’est moins la possession de richesses qui était condamnable à leurs yeux que le fait de se reposer dessus et d’en jouir. Si le rationalisme de l'Occident moderne est porté par la bourgeoisie, il a trouvé, selon Weber, son impulsion originelle dans la religion et, plus spécifiquement, dans le protestantisme. Max Weber (qui écrit au tout début du XXe siècle) remarque que, en Allemagne, les protestants sont significativement plus riches que les catholiques, et qu'ils ont davantage tendance, dans leurs études, à s'orienter vers des filières professionnelles plutôt que vers les Humanités où vont préférentiellement les catholiques.
Weber remarque aussi que le protestantisme, celui de Luther et dans une moindre mesure celui de Calvin ou des autres fondateurs de la Réforme est austère et s'oppose à toute recherche pour elles-mêmes des richesses. Pour Weber, c'est pourtant dans cet esprit austère, ascétique qu'il faut chercher la source du capitalisme. (voir Histoire du capitalisme)
Les puritains se référent aux évangiles, pour affirmer que l’homme doit travailler pour assurer son salut : « faire la besogne de Celui qui l’a envoyé, aussi longtemps que dure le jour » (Jean IX,4). L'oisiveté est le plus grand des péchés. Dans cette logique, le travail est, selon la volonté de Dieu, une fin en soi de la vie humaine. Une heure de travail perdue serait une heure de perdue dans les louanges de Dieu, en outre du travail rationalisé vaut plus qu’un travail de main-d’œuvre. Le travail est le signe d’être dans la grâce de Dieu. Le travail cependant est autre chose encore ; il constitue surtout le but même de la vie, tel que Dieu l’a fixé. Le verset de saint Paul : « Si quelqu'un ne veut pas travailler, qu'il ne mange pas non plus » vaut pour chacun ; et sans restriction. La répugnance au travail est le symptôme d’une absence de la grâce ».

#### Chez Luther
Luther va, selon Max Weber, apporter une importante transformation dans la représentation de l'activité professionnelle. Pour le catholicisme, la réussite professionnelle dans le monde n'a pas de valeur en soi pour la recherche du salut. Le retrait hors du monde, le refus de la recherche des biens de ce monde, sont, au contraire, fortement valorisés en tant que voies de salut. À l'inverse, pour Luther, l'activité professionnelle est une tâche que Dieu a donnée à accomplir aux hommes : la profession devient une vocation (divine).
L'unique moyen de vivre d'une manière agréable à Dieu n'est pas de dépasser la morale de la vie séculière par l'ascèse monastique, mais exclusivement d'accomplir dans le monde les devoirs correspondant à la place que l'existence assigne à l'individu dans la société, devoirs qui deviennent ainsi sa « vocation ».
La signification nouvelle que Luther donne au terme de Beruf dans sa traduction de la Bible en Allemand témoigne de cette valorisation du travail professionnel. Dans sa traduction, le mot Beruf, signifiant originellement « vocation », prend également le sens de métier. Le terme de Beruf, qui n'a d'équivalent que dans les langues des pays qui ont connu la réforme (comme les pays anglophones avec le mot calling), marque ainsi la transformation du métier en une tâche voulue par Dieu.
Luther, par sa doctrine du salut par la foi seule (et non par les bonnes œuvres), et du Beruf, réhabilite ainsi la vie laïque et fait du travail une valeur.

#### Chez Calvin
Si Luther a contribué à l'essor du rationalisme moderne, pour Weber, c'est dans le calvinisme que le capitalisme trouve sa véritable source. En effet, si Luther transforme la représentation du travail, il reste attaché à une vision conservatrice du monde. Le calvinisme exercera, lui, une influence proprement révolutionnaire. Weber en trouve l'origine dans les effets psychologiques exercés chez les fidèles par le dogme calviniste de la prédestination. Selon Jean Calvin, Dieu a de toute éternité destiné certains hommes au salut et condamné les autres à l'enfer (dogme du double décret ou de la prédestination). Le fidèle calviniste va alors chercher dans son activité professionnelle les signes de sa confirmation : la réussite dans la recherche des richesses lui semblera être le témoignage de son statut d'élu. Seuls, en effet, les élus peuvent avoir du succès dans l'activité que Dieu a donné à accomplir aux hommes pour sa plus grande gloire, c'est-à-dire dans le Beruf (la profession) comme vocation. Pour s'assurer de leur statut d'élu, les calvinistes vont ainsi transformer leur vie en une recherche méthodique des richesses dans le cadre de leur profession ; bien entendu, il est hors de question de transformer les richesses ainsi produites en luxe ou démonstrations ostensibles. C'est dans cette ascèse, centrée sur l'acquisition rationnelle de richesses, que le capitalisme trouvera selon Weber l'impulsion fondamentale à son essor.
Max Weber considère que l'émergence du capitalisme aux États-Unis est dû aux calvinistes qui ont vu dans ce mode de production nouveau une occasion de réalisation des bénéfices et d'accumulation de richesses.

### L'éthique protestante aux Etats-Unis
Les chapitres Le calvinisme, Le piétisme, Le méthodisme et Les sectes baptistes qu’on trouve dans l’édition française préparée par Jean-Marie Tremblay ne font pas partie de l’édition de 1904/1905, mais constituent un article indépendant « Die protestantischen Sekten und der Geist des Kapitalismus » publié par Weber en 1920. Ces articles portent sur les États-Unis à l'époque de Weber, qu'il a visités pour y mener une recherche scientifique[réf. nécessaire].

## Critiques
Les idées de Weber ont été critiquées dès le début du XXe siècle, notamment par Joseph Schumpeter et Werner Sombart. Le premier situe la naissance du capitalisme dans l'Italie du Quattrocento, les cités-États de Milan, Florence et Venise ayant favorisé l'émergence du capitalisme, le second l'attribue aux juifs plutôt qu'aux protestants. Plus généralement, le mercantilisme se développe au XVIe siècle dans toute l'Europe, mais notamment en France, pays catholique, et en contribuant à éliminer les valeurs religieuses du champ économique (notamment en s'abstrayant du fait que l'usure soit un péché), contribue à l'émergence du capitalisme en rendant légitime la recherche du profit. Par la suite, des membres de l'École de Vienne comme Friedrich von Hayek soulignent le subjectivisme des sciences sociales ou l'incapacité des théories de Weber à expliquer les Tigres asiatiques ou les Quatre dragons. On peut également opposer la prospérité de la cité catholique d'Anvers au XVIe siècle à la pauvreté de l'Écosse calviniste aux XVIIe siècle et XIXe siècle.
En 1964, juste après la publication de la traduction de l'ouvrage en France, Jacques Ellul écrit : « Weber montre bien que parler de rationalité n’explique au fond pas grand chose, car la rationalité ne vient pas de l’influence d’une philosophie à laquelle on adhérerait par conviction intellectuelle. (…). Quel est le soubassement ? Il faut qu’il y ait eu non pas une adhésion intellectuelle mais un changement de conception de la vie. Weber met alors en valeur un aspect essentiel : l’esprit du capitalisme est une éthique. C’est-à-dire que le comportement économique du plus grand profit n’est pas seulement un résultat de l’appétit d’argent ou de puissance, ni une attitude utilitariste : il représente le « bien » ». Il faut néanmoins souligner que, bien qu'il soit à la fois un théologien du protestantisme et un critique féroce de la société industrielle, Ellul ne se livre en aucun cas à une critique des thèses weberiennes, dans l'article sus-cité. On y trouve, bien au contraire, une laudation mesurée de la validité de son idée centrale (l'importance de la morale protestante dans la genèse du capitalisme industriel), de l'admirable rigueur méthodologique employée pour la soutenir et une conspuation des critiques qui lui ont été adressées : « […] la plupart des critiques traditionnellement adressées à Weber n’ont aucune consistance […] ». Au mieux peut-on trouver ici une déploration de l'importance accordée à l'analyse statistique en sociologie qui n'a aucune incidence sur la validité des thèses de Weber -- voire les renforce aux yeux d'Ellul en démontrant que de (rares) inexactitudes à cet endroit (méprise sur la place de la paysannerie dans la Réforme ou sur l'importance de l'anglicanisme dans le capitalisme anglais) n'ont pas empêché le sociologue allemand de mener une analyse globale parfaitement juste : « Les faits analytiquement déterminés et les statistiques peuvent servir de matériaux éventuels, de repères et de contrepoint pour vérification mais ils ne rendent pas compte de la réalité sociologique, et on n’atteint pas celle-ci directement par leur connaissance-a contrario, je dirai donc qu’une erreur sur ces faits ne vicie pas forcément une analyse globale. La vérité de celle-ci tient à sa capacité à intégrer et expliquer un plus grand nombre de phénomènes. Nous dirons que, pour Weber, les statistiques ont servi à attirer son attention sur un fait vrai, localement, inexact si on le généralise, et qu’à partir de ce signal ; il a procédé à une analyse toujours plus profonde du phénomène, qui à une certaine profondeur est exacte même si dans l’aspect superficiel du phénomène sa généralisation ne l’est pas ».
En 1985, dans la Dynamique du capitalisme, l'historien Fernand Braudel estime que « l'esprit du capitalisme » n'est pas une création de l'ethos protestant (ceci bien que Weber ait pris la peine d'analyser le capitalisme des XVIe et XVIIe siècles, afin précisément de démontrer en quoi le capitalisme industriel s'en démarque). Selon Braudel, le capitalisme était déjà actif au XIVe siècle dans le Bassin méditerranéen, plus précisément dans les grandes villes italiennes catholiques, et s'il s'est déplacé vers l'Europe du Nord pour se développer ensuite partout dans le monde, c'est uniquement à la faveur des marchands. Dans son étude de la Compagnie néerlandaise des Indes orientales, notamment, l'historien se distancie sensiblement de l'approche de Weber. Dans Les ambitions de l'histoire, Fernand Braudel accorde au capitalisme européen une créativité excentrique, la capacité de se soustraire aux uniformités, avec une énergie quasi naturelle.
En 1987, dans son ouvrage Capitalisme et confucianisme, Michio Morishima avance la thèse que le capitalisme s'est développé au Japon sous l'ère Meiji car il entrait en résonance avec les valeurs confucéennes.
En 1993, dans The Catholic Ethic and the Spirit of Capitalism, l'économiste catholique Michael Novak fait valoir que la doctrine sociale de l'Église n'est pas directement opposée au capitalisme en tant que tel, mais seulement aux abus de pouvoir et d'intérêt liés à la richesse. Il rappelle le rôle important joué par l'école de Salamanque et par des économistes comme Frédéric Bastiat, Heinrich Pesch, Pierre-Guillaume-Frédéric Le Play, Victor Brants, Charles Périn et Albert de Mun. De plus, une partie de l'Église catholique a suscité le développement des coopératives, du syndicalisme chrétien et du distributivisme. Les encycliques Rerum Novarum (1891) et Quadragesimo Anno (1931) ont eu une influence majeure sur l'économie politique.
Weber était conscient des faiblesses de son argumentation. Mais d'une part il reste fidèle à la notion de preuve scientifique, d'autre part il affirme qu'un phénomène apparaît toujours dans les variations du temps et de l'espace. Un phénomène est indissociable de son contexte historique ; il est nécessaire d'avoir recours aux comparaisons pour construire des preuves. Un contexte historique se présente toujours comme une constellation globale, dont les éléments sont étroitement associés, et dont le sens de chacun se réfère à la totalité ; une telle constellation ne peut pas être entièrement décomposée en variables quantifiables. Dans ce cadre, la forme de la preuve ne peut ressembler à la description d'une série de causes et d'effets, toujours selon lui.

### Édition française
- Max Weber, L'Éthique protestante et l'esprit du capitalisme, Paris, Plon, 1964; Gallimard, 2004 ; Pocket/Plon, collection Agora, 2010  (ISBN 2-07-077109-1).
- Max Weber, L’Éthique protestante et l’esprit du capitalisme, suivi d’autres essais, Gallimard, 2004.
- Max Weber, L'"Esprit" du capitalisme, suivi de : Le fantôme dans la machine financière (par Arjun Appadurai), Payot, coll. "Petite Bibliothèque Payot", 2019.

### Études
- Jacques Ellul : « Max Weber, l’éthique protestante et l’esprit du capitalisme », in Bulletin SEDEIS, numéro 905, supplément numéro 1, 20 décembre 1964. Texte intégral.
- Le capitalisme selon Weber, Jean-Marie Vincent, L'homme et la société, année 1967, vol.4, n°1, pp.61-77
- Serge Moscovici : « Le génie du capitalisme ». in La Machine à faire les dieux, Paris, Fayard, 1988, p. 169 à 233.  (ISBN 2-21-302067-1).
- Catherine Colliot-Thélène, Max Weber et l’histoire, Paris, Presses Universitaires de France, coll. « Philosophies », 1990, 121 p.  (ISBN 2-13-043133-X)
- Marcel Hénaff, “L’éthique catholique et l’esprit du non-capitalisme”, dans “Éthique et économie, l’impossible (re)mariage ?”, Revue du MAUSS, no 15, premier semestre 2000.
- Jean-Marie Vincent, « Le capitalisme selon Weber », L Homme et la société, vol. 4, no 1,‎ 1967, p. 61–77 (ISSN 0018-4306, DOI 10.3406/homso.1967.1024, lire en ligne, consulté le 15 avril 2022).